# Ланарева къща
Ланаревата къща (на гръцки: Οικία Λαναρά) е историческа постройка в град Негуш (Науса), Гърция.
Сградата има забележителни морфологични и структурни елементи.
В 1997 година имението е обявено за паметник на културата.